# シロバナヨウシュチョウセンアサガオ
シロバナヨウシュチョウセンアサガオ（白花洋種朝鮮朝顔、学名: Datura stramonium f. stramonium）は世界の温帯から熱帯に分布するナス科の一年草である。標準和名はシロバナチョウセンアサガオで、その別名であるシロバナヨウシュチョウセンアサガオは牧野富太郎が1907年に名付けたものである。
属名は古いヒンドゥーの言葉で「植物」を表すdhaturaに由来する。種小名stramoniumはこの種のギリシャ語名を付けたものであり、「ナス科」を表すstrychnos (στρύχνος) と、「怒り」を表すmaniakos (μανιακός) に由来する。シロバナヨウシュチョウセンアサガオは他のチョウセンアサガオ属Daturaと同様にアルカロイド類を多く含み、薬用植物として用いられる。

## 分布
北アメリカ原産。最初に分類し、学名を付けたのはスウェーデンの生物学者カール・フォン・リンネであるが、それ以前にもニコラス・カルペパーなどの植物学者による研究がなされていた。
現在、本種は世界各地の温暖で穏やかな気候の地域において野生化しており、道端、農地、牧草地、芝地、肥料の山など至る所に自生している。ヨーロッパでは荒地やゴミ捨て場の雑草としてよく見られる。種は鳥に運ばれたり、落下によって伝播すると考えられている。果実の開裂により1〜3メートルの範囲に種子が撒き散らされる。日本には明治初期に薬用植物として持ち込まれて渡来し、現在は各地で野生化している。牧野富太郎によれば天保年間に渡来し、マンダラゲと呼んで栽培、薬用にされたのがチョウセンアサガオで、本種は明治維新後に渡来したという。

## 形態・生態
一年草。茎は淡緑色で、ほとんど無毛。枝が広く開いて株立ちになり、高さ1メートル (m) 以上の茂みを形成する。葉は柔らかく、長さは8 - 15センチメートル (cm) ほどで、不規則なぎざぎざの鋸歯がある。成葉はほぼ無毛。
花期は夏。葉腋に接して、香りのある長さ6.5 - 9 cmの漏斗形（トランペット状）の花を1個ずつつける。花冠は上から見るとほぼ五角形で、径は4 cm、5個の尾状の小突起がある。花の色は純白色。花が完全に開くことは稀である。雌蕊は子房上位で4室、雄蕊は5個。萼は五角筒型で先が大小不同に5裂し、長さは3 cmほどある。
果実（蒴果）は広卵形から卵形で上向きに立ち、長短不揃いの鋭い棘に覆われていおり、熟すと4片に裂開する。成熟した果実はクルミ程の大きさで4室に分かれていて、中に多くの黒い種子が入っている。種子は黒色のやや扁平形で、径3 mm。
シロバナヨウシュチョウセンアサガオは、広義のヨウシュチョウセンアサガオ（Datura stramonium）にすべて含めるが、花が淡紫色で茎が暗紫色の型を狭義のヨウシュチョウセンアサガオ (Datura stramonium f. tatula) とする。また果実に刺のないものをトゲナシチョウセンアサガオ（Datura stramonium  f. inermis、別名：ハリナシチョウセンアサガオ）として区別することがある。

## 毒性
シロバナヨウシュチョウセンアサガオは、その全部位に毒性が有り、人や家畜、ペットなどを含む動物が摂取すると命に関わる恐れがある。地域によっては栽培や売買が禁止されている。また、この種が自分の庭に生えているのを発見した時は、取り除く事が推奨されることがある。活性成分はトロパンアルカロイドのアトロピン、スコポラミン、ヒヨスチアミンであり、これらはせん妄発生物質  deliriant、抗コリン薬に分類される。気晴らしの為に不用意に摂取し、中毒状態になり、多くの場合入院したり、場合によっては死亡することがある。典型的な中毒症状は、せん妄、異常高熱、頻脈、異常な（場合によって暴力的な）行動、散瞳とそれに伴う羞明である。これらの症状が数日間続く。顕著な健忘もよく報告されている。過剰摂取、中毒の解毒剤としてフィゾスチグミンが選択されている。
誤ってシロバナヨウシュチョウセンアサガオをシチューに入れて食べてしまったため、家族6人が入院するという中毒事故が、米疾病対策センターによって報告されている。

## 人との関わり
シロバナヨウシュチョウセンアサガオの原産地候補である南アジアと北アメリカでは、宗教的な行事に用いられることがあった。ヒンドゥー教のシヴァ神はダチュラの煙を吸うことで知られ、現在でも祭典や記念日には、その緑色の小さな果実がシヴァ寺院に納められる。シヴァラトリなどの祝祭では、ヒンズー教の平信徒は神への祈りに際してダチュラの煙ではなくマリファナの煙を使用する。ダチュラの煙を吸うことでどんな症状が表れるかは予測できず、致命的な結果になることもあり得る。またアルゴンキンやルイセーニョなどの北アメリカ先住民も本種を宗教的な儀式に用いる。
仏教では、諸仏が出現するとき、法悦のしるしとして天から降りそそぐ花で、「曼陀羅華」とも呼ばれている。
本種はアメリカ合衆国ではjimson weed (稀にjamestown weedとも) と呼ばれる。これらの呼称はバージニア州ジェームズタウンに由来する。1676年に起こったベイコンの反乱を鎮圧する為に、ジェームズタウンにイギリス軍人達が派遣された。そこで彼らはシロバナヨウシュチョウセンアサガオを毒草と知らずに食べ、中毒症状を起こしてしまった。彼らは摂取後およそ11日間、異常な精神状態になった。
シロバナヨウシュチョウセンアサガオは、イギリスでは悪名を得ている。マスコミがサフォーク州に自生していた本種をハリー・ポッターシリーズに登場する架空の植物デビルズスネアであると言った、2009年の夏枯れ時に書かれた記事のせいである
。

## ギャラリー

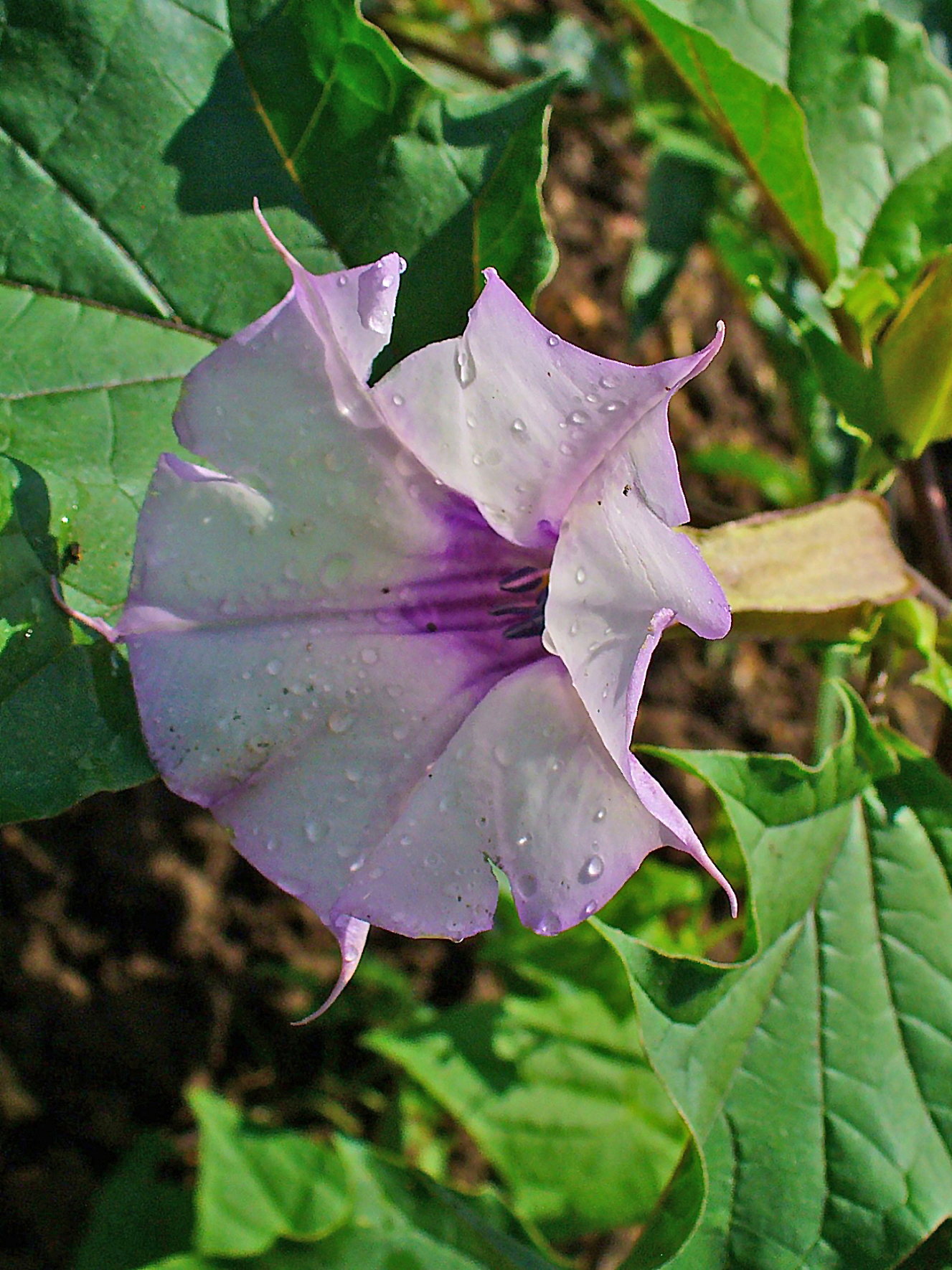
ヨウシュチョウセンアサガオ (ムラサキチョウセンアサガオ)D. stramonium var. tatula の花
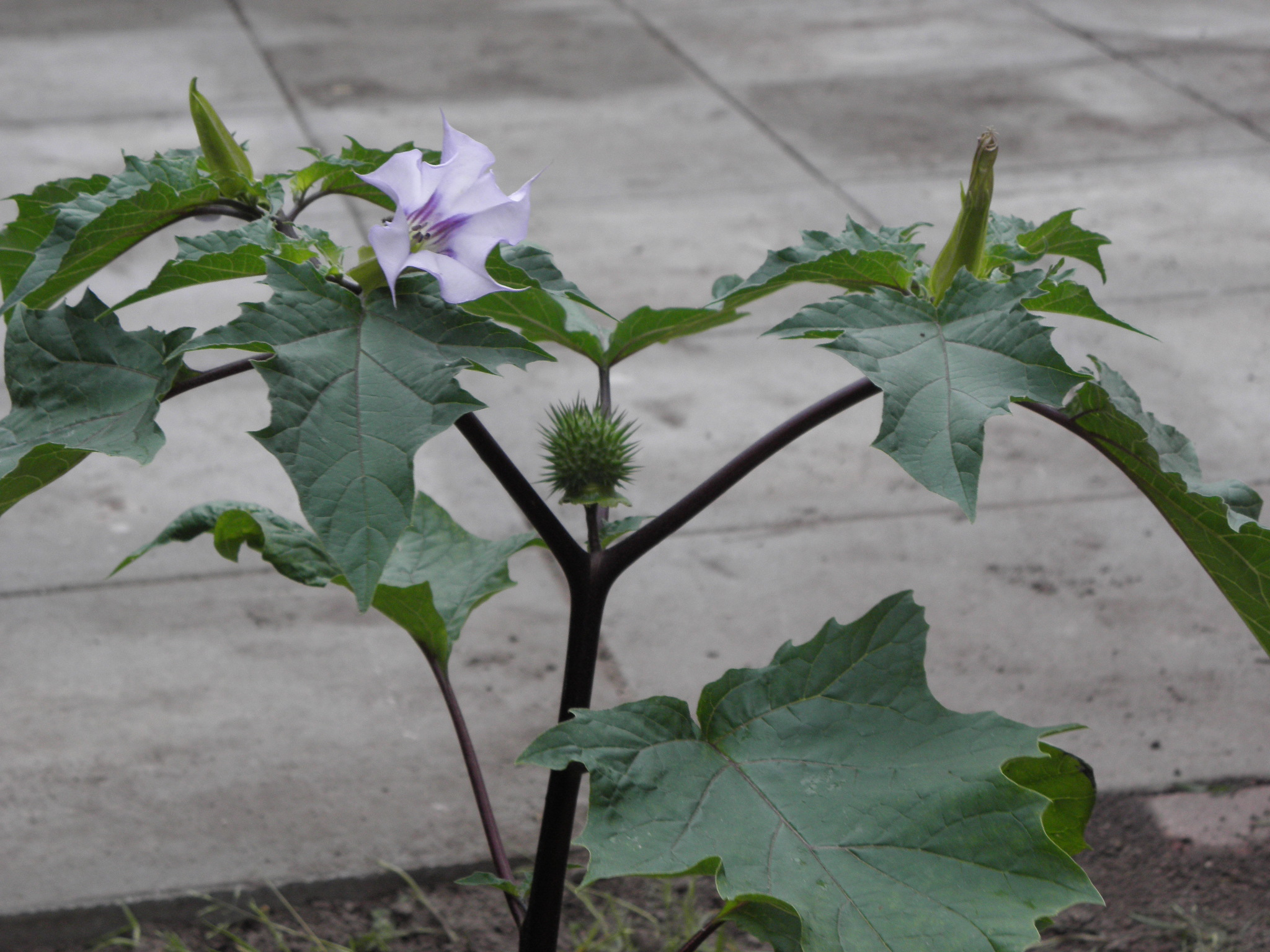
D. stramonium var. tatula
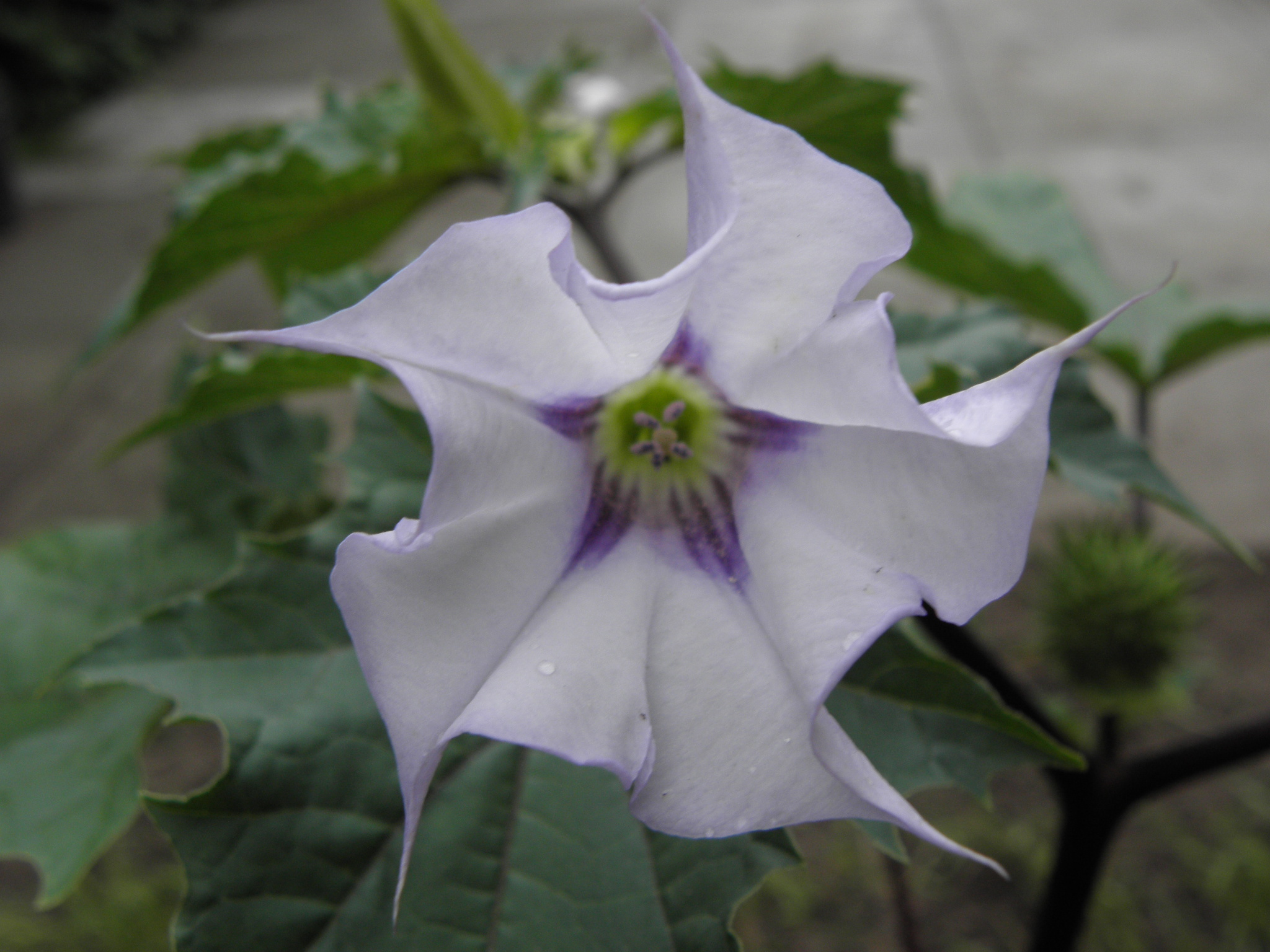
D. stramonium var. tatula, 花 (正面)
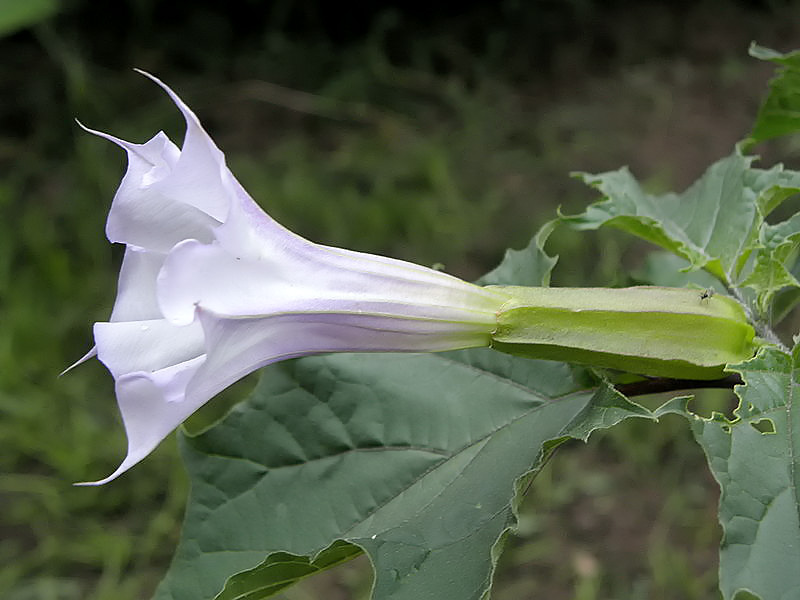
D. stramonium var. tatula, 花 (側面)
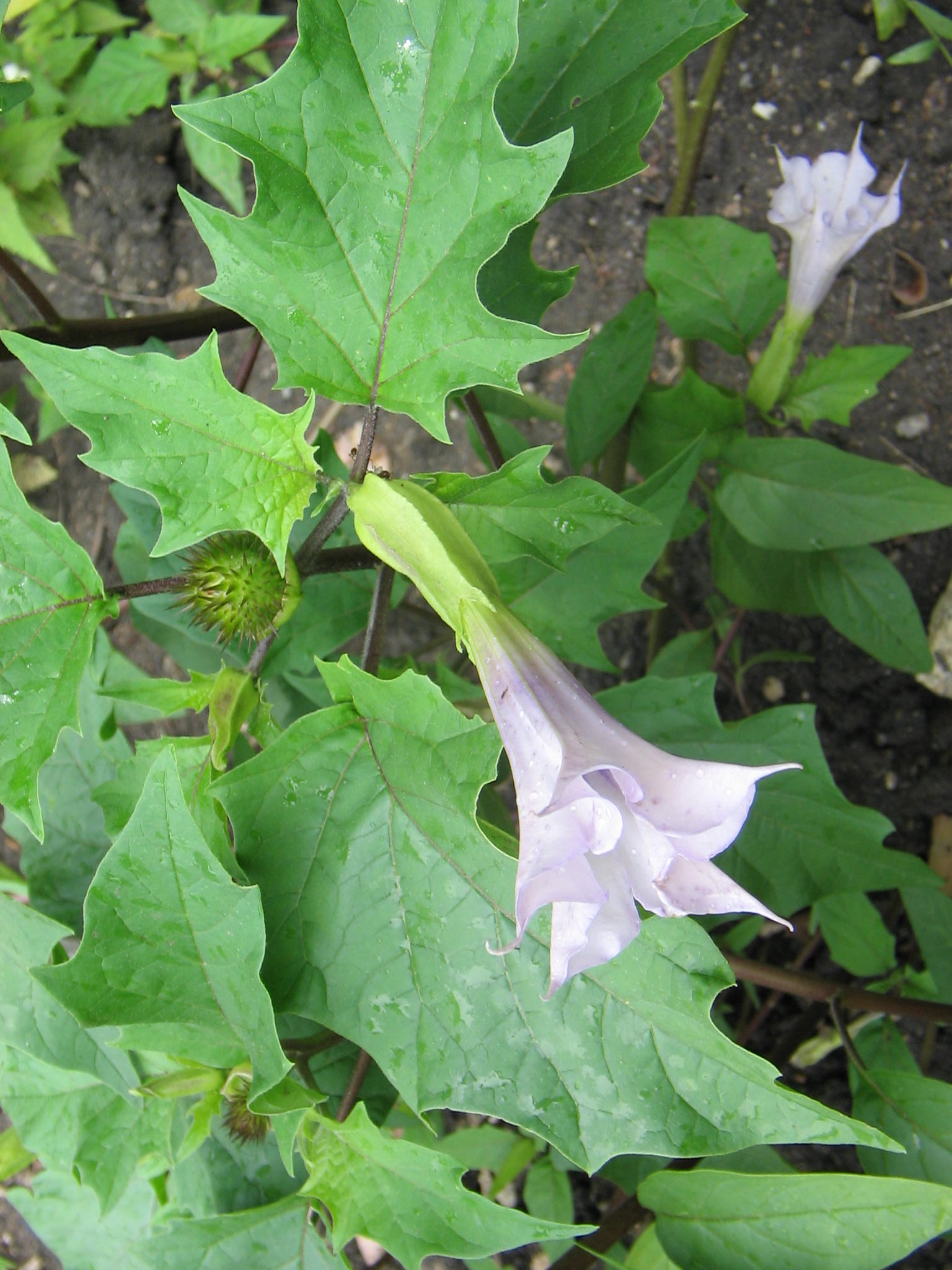
D. stramonium 葉
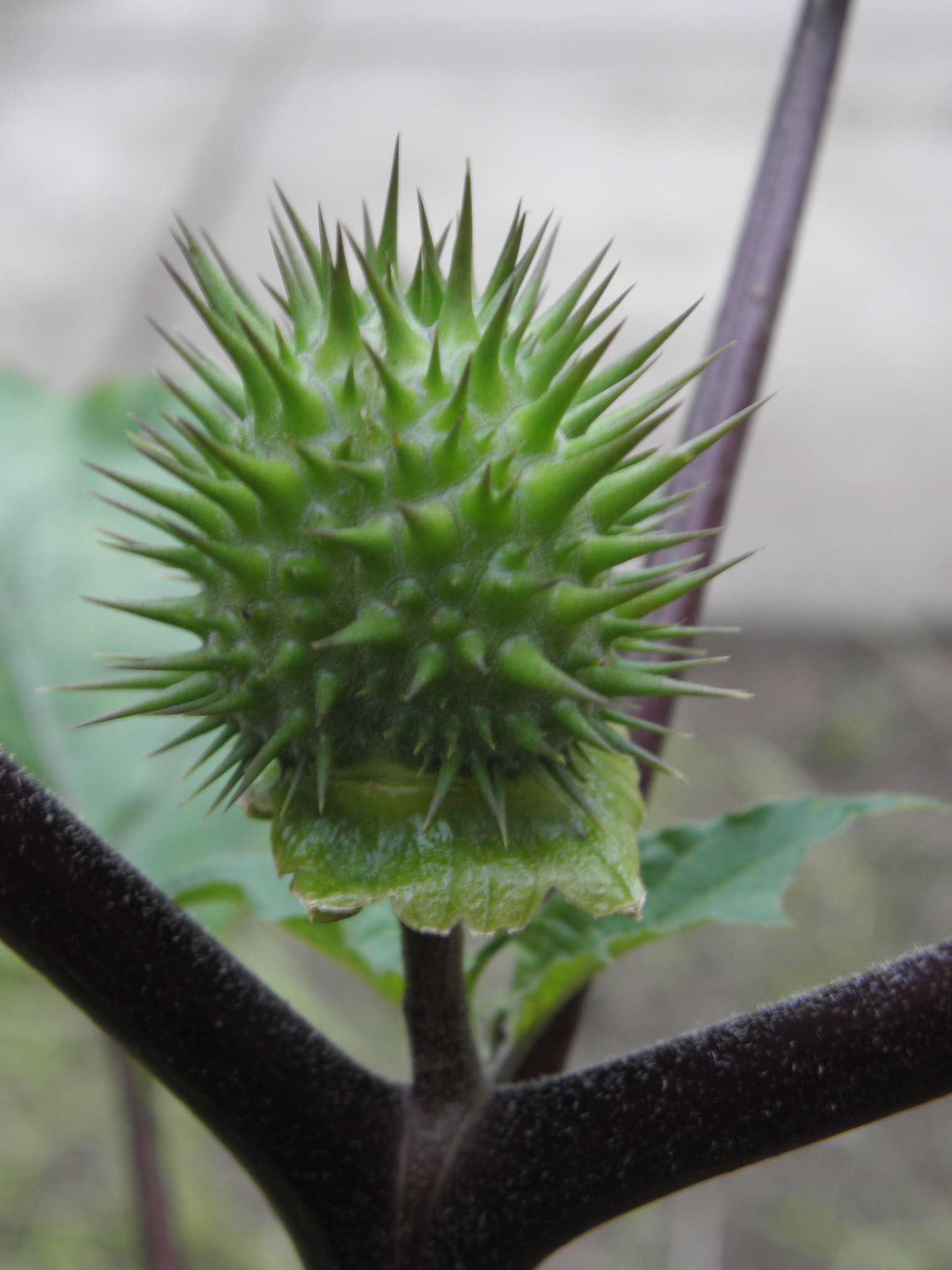
D. stramonium var. tatula, 果実
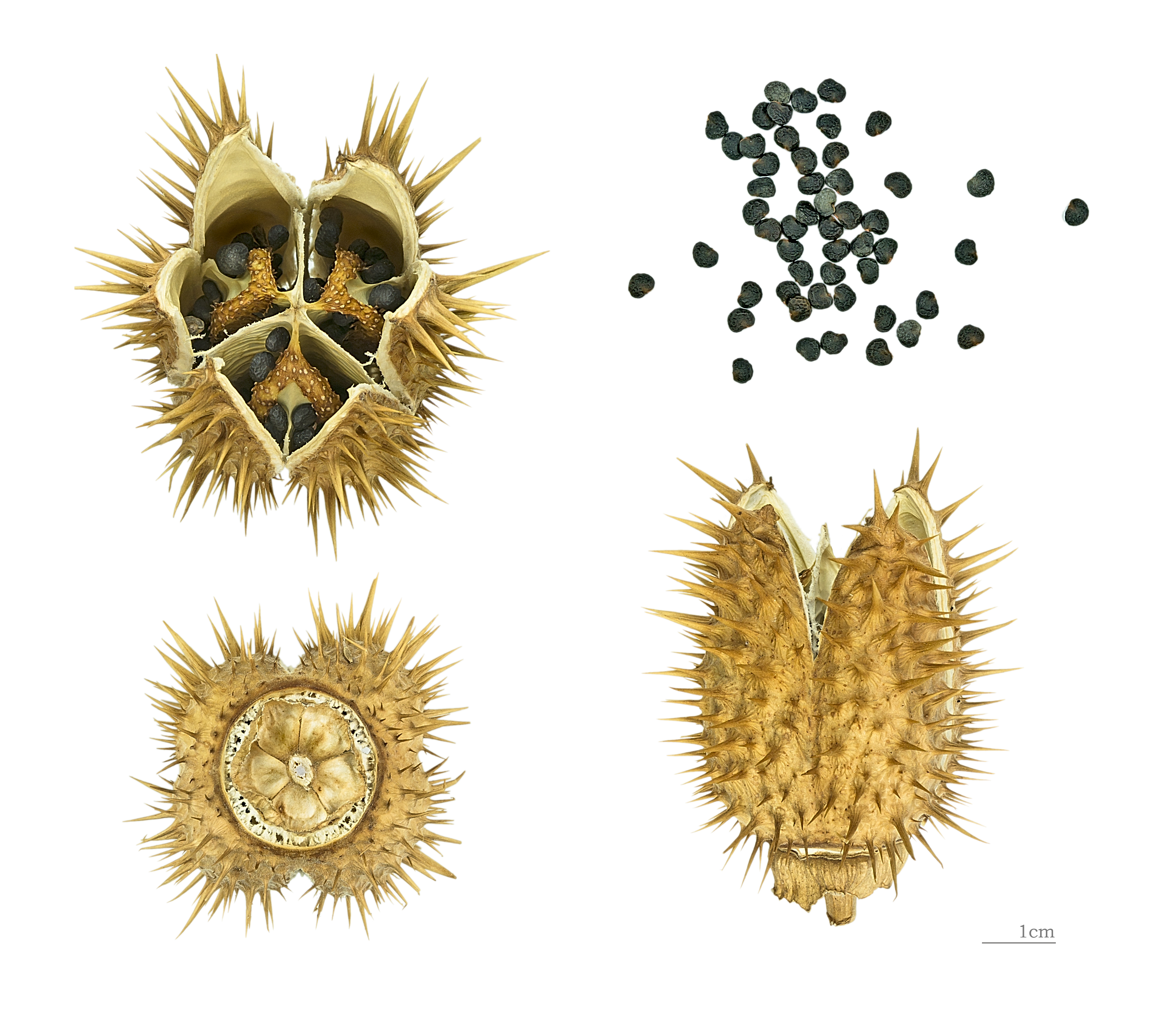
D. stramonium 種子